# Gesellschaft für das Gute und Gemeinnützige
 (mai 2016).
Si vous disposez d'ouvrages ou d'articles de référence ou si vous connaissez des sites web de qualité traitant du thème abordé ici, merci de compléter l'article en donnant les références utiles à sa vérifiabilité et en les liant à la section « Notes et références ».
La Gesellschaft für das Gute und Gemeinnützige, littéralement en français « Société pour la bonté et l'intérêt général », est une association privée sociale et culturelle basée à Bâle. Actuellement[Quand ?], elle regroupe environ 90 organisations avec plus de 3 000 personnes employées et bénévoles.

## Organisation
La société regroupe trois genres d'organisation :
- les organisations A, institutions propres à la GGG qui sont gérés par des comités élus par le conseil de la GGG, tels que la bibliothèque GGG de Bâle, le centre de bénévolat, le centre d'information pour l'intégration, le bureau des déclarations fiscales ou le GGG Wegweiser ;
- les organisations B, institutions indépendantes prises en charge par la GGG, ou dans lesquels la Société est impliquée dans leur gestion ou dont les membres du bureau appartiennent entièrement ou en majorité à la GG, tels que la bourse de logement pour les étudiants, l'association pour l'enfance ou la Fondation Lighthouse Bâle ;
- et enfin les organisations C,  institutions indépendantes qui sont sous le patronage de la GGG et ont au moins un délégué de la GGG dans leurs bureaux, tels que la Maîtrise de garçons de Bâle ou l'association Tischlein Deck Dich.

## Histoire
L'association est fondée sous le nom de Gesellschaft zur Aufmunterung und Beförderung des Guten und Gemeinnützigen en 1777 par Isaak Iselin et des habitants de Bâle. Le but était de promouvoir l'éducation des couches défavorisées de la population et la réduction de la pauvreté généralisée. Des sociétés comparables encore existantes, créées lors des Lumières émergent en même temps dans d'autres villes comme à Hambourg (Société patriotique de 1765) et Lübeck (Gesellschaft zur Beförderung gemeinnütziger Tätigkeit).
La fondation crée une école pour filles en 1780, une école de formation au travail pour les femmes en 1879 ainsi que des garderies. Elle introduit la gymnastique et la natation ainsi que la musique et le dessin dans les écoles de Bâle. La GGG construit la première piscine en 1831 et contribue à la création de nombreux hôpitaux et établissements pour les handicapés mentaux et physiques. Elle s'engage vivement dans le logement social et fonde une caisse d'épargne et une assurance-vie.